# 멀고도 가까운 (1993년 영화)
《멀고도 가까운》(In Weiter Ferne, So Nah!, Faraway, So Close!)은 독일에서 제작된 빔 벤더스 감독의 1993년 영화이다. 오토 샌더 등이 주연으로 출연하였고 울리치 펠스버그 등이 제작에 참여하였다.

## 출연

### 주연
- 오토 샌더
- 브루노 간츠

### 조연
- 나스타샤 킨스키

## 기타
- Line PD: 마이클 쉬와즈
- 미술: 알브레치 콘라드
- 의상: 에스더 왈즈